# Louis Pothuau
Louis Pierre Alexis Pothuau, född den 28 oktober 1815 i Paris, död där den 7 oktober 1882, var en fransk amiral.
Pothuau, vars familj var bosatt på ön Martinique, seglade som sjöofficer på de flesta hav, deltog som fregattkapten i Krimkriget och blev 1864 konteramiral. När Paris inneslutits av de tyska härarna i september 1870, fick Pothuau överbefälet på huvudstadens med sjötrupper besatta södra fästen, ställdes i december i spetsen för 3:e Parisarméns 6:e division och förde den i elden. Han utnämndes till viceamiral i januari 1871, invaldes i februari samma år av Seinedepartementet i nationalförsamlingen, slöt sig där till vänstra centern och kallades samma månad av Thiers till marinminister, vilken post han lämnade i maj 1873, efter att ha genomfört sparsamhetsreformer, men även verkat för nya krigsskepps byggnad och stålkanoners anskaffning. Pothuau utsågs 1875 till senator för livstiden, var ånyo marinminister, i Dufaures kabinett, december 1877-februari 1879, och därefter sändebud vid brittiska hovet till maj 1880.